# Demòfil (historiador)
Demòfil (en llatí Demophilus, en grec antic Δημόφιλος "Demóphilos"), fill d'Èfor de Cumes, fou un historiador grec del temps d'Alexandre el Gran.
Va continuar la història del seu pare afegint el relat de la Guerra Sagrada des de la conquesta de Delfos i el saqueig del temple per Filomel el foci (357 aC), segons diuen Suides i Ateneu de Naucratis. Vossius l'inclou al seu llibre De Historicis Græcis.